# 薩德爾巴克嶺
薩德爾巴克嶺（英語：Saddleback Ridge），是南極洲的山嶺，位於南設得蘭群島的利文斯頓島，處於半月島北部，海拔高度125米，由英國研究隊命名，現時由南極條約體系管理。